# Pseudocyclosorus ochthodes
Pseudocyclosorus ochthodes là một loài dương xỉ trong họ Thelypteridaceae. Loài này được Kunze Holttum mô tả khoa học đầu tiên năm 1974.